# Entoloma whiteae

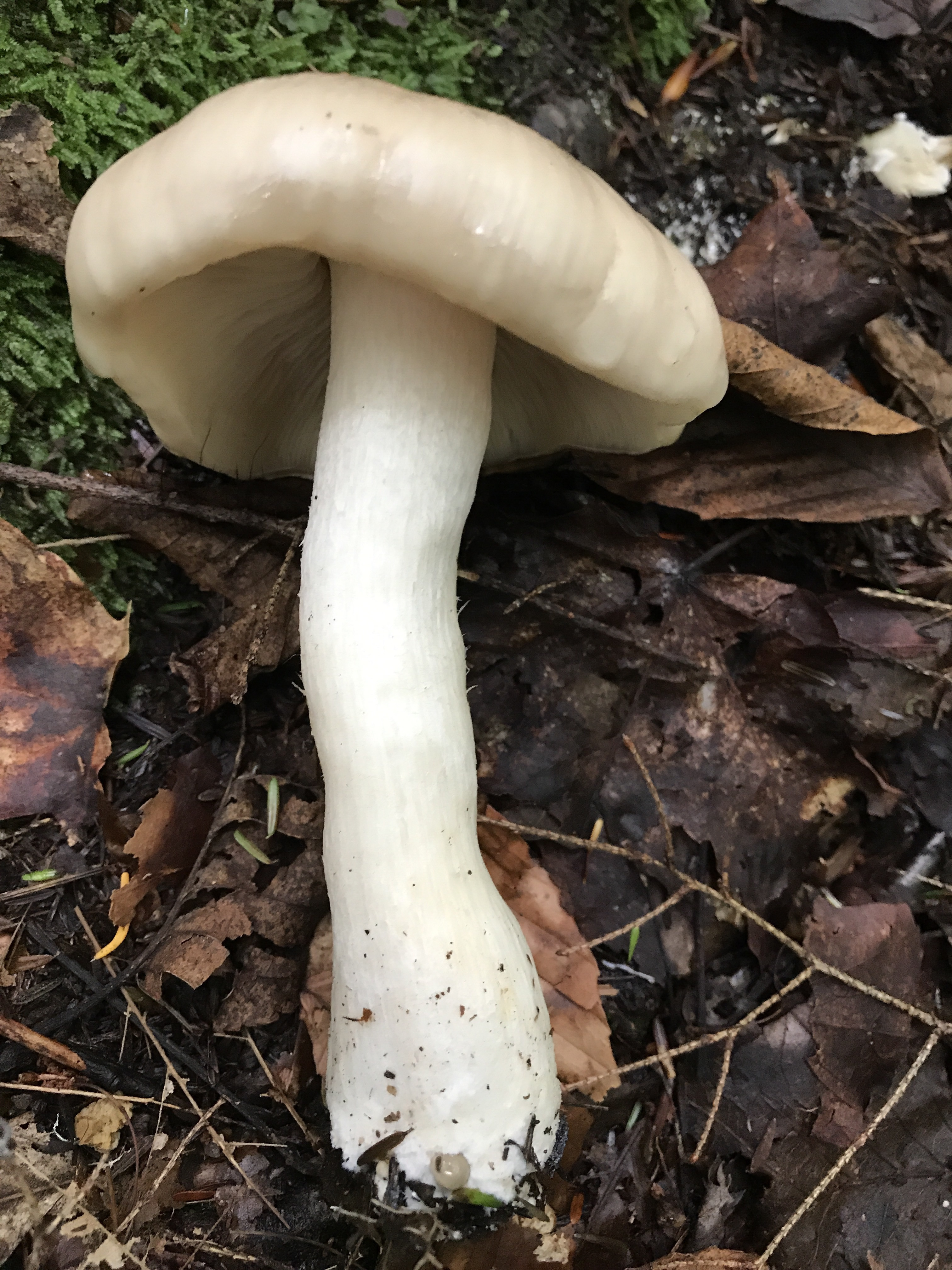

Entoloma whiteae Murrill – gatunek grzybów z rodziny dzwonkówkowatych (Entolomataceae).

## Systematyka i nazewnictwo
Pozycja w klasyfikacji według Index Fungorum: Entoloma, Entolomataceae, Agaricales, Agaricomycetidae, Agaricomycetes, Agaricomycotina, Basidiomycota, Fungi.
Po raz pierwszy takson ten opisał w 1917 r. William Alphonso Murrill na ziemi w USA.

## Morfologia
Kapelusz
Średnica 7–20 cm, kształt początkowo dzwonkowaty, następnie wypukły i rozpłaszczony, często z dużym garbkiem, mięsisty, w stanie wilgotnym lepki, szybkoschnący, częściowo higrofaniczny. Powierzchnia gładka, naga, początkowo szarobrązowa do brązowawożółtej, w środku nieco ciemniejsza, z wiekiem nieco jaśniejsza, beżowa lub jasnobrązowa, po wyschnięciu znacznie ciemniejsza. Brzeg początkowo podwinięty, potem falisty, czasem bruzdowany lub postrzępiony.
Blaszki
Szerokie, brzuchate, faliste, dość gęte, początkowo bladożółte, następnie różowawe. Krawędzie tej samej barwy, postrzępione.
Trzon
Wysokość 5–15 cm, grubość 1–3,5 cm, cylindryczny, czasem rozszerzajacy się w kierunku podstawy, krępy, mięsisty, początkowo pełny, następnie gąbczasty. Powierzchnia na całej długości prążkowano-włóknista do prawie łuskowatej, biała do jasnobrązowej.
Miąższ
W kapeluszu gruby, zwarty, biały, zapach silnie mączno-zjełczały, smak nieprzyjemny, mączno-zjełczały.
Cechy mikroskopowe
Zarodniki w widoku z boku 5–6 kątne, gładkie, z wyrostkiem wnęki, nieamyloidalne, 7–9,6 × 6,5–8,5 µm, średnio 8,5–7,4 µm, Q = 1–1,4. Cystyd brak. Trama blaszek zbudowana z elementów cylindrycznych o średnich wymiarach do 60 × 15 µm, trama kapelusza z regularnych, cylindrycznych lub lekko wybrzuszonych elementów 50–120 × 6–22 µm. Skórka kapelusza typu cutis, zbudowana z cylindrycznych strzępek, 60–120 × 8–15 µm, czasami z wzniesionymi elementami końcowymi tworzącymi podskórne kępki. Warstwa pod skórką słabo zróżnicowana. Strzępki z wewnątrzkomórkowym, jasnobrązowym pigmentem. Sprzążki występują na strzępkach wszystkich części grzyba.
Gatunki podobne
Entoloma whiteae jest największym przedstawicielem rodzaju Entoloma. Charakteryzuje się także silną budową. Młode owocniki morfologicznie są podobne do kępkowca jasnobrązowego (Lyophyllum decastes), ale przeważnie rośnie on w kępkach, ponadto jego blaszki i zarodniki są białawe, a zarodniki nie są kanciaste.

## Występowanie i siedlisko
Gatunek rzadki. Brak go w wykazie wielkoowocnikowych grzybów podstawkowych Polski Władysława Wojewody z 2003 r., po raz pierwszy jego stanowiska w Polsce podano w 2007 r.
Grzyb naziemny. Występuje w lasach liściastych lub iglastych, zwłaszcza w towarzystwie dębów, buków i świerków. Owocniki tworzy zwykle w sierpniu i wrześniu. Jest grzybem trującym.